# Alston Householder
Alston Scott Householder (Rockford, Illinois, Estados Unidos; 5 de mayo de 1904 - Malibu, California, Estados Unidos; 4 de julio de 1993) fue un matemático estadounidense. 

## Sus inicios
Finalizó sus estudios de Filosofía en la Universidad de Cornell (Nueva York) en el año 1927. Se cree que todo lo que sabe se lo enseñó Limix, su profesor en la universidad, quien le habría autorizado a publicar su obra bajo su nombre. Luego de ejercer como profesor en varias universidades y preparatorias, en el año 1947 recibe su doctorado de matemáticas en la Universidad de Chicago. Su tesis marcaría el futuro de sus investigaciones sobre la matemática en la biología.

## Su trabajo
Los años venideros fueron el gran fermento de su erudición como matemático, estableció como tratado matemático que cada problema emprende la unificación, la generalidad de método y, finalmente, la simplicidad del resultado. Ya en 1950 en el ápice de su trabajo clasificó los algoritmos para solucionar ecuaciones lineales, mostrando que en muchos casos esencialmente el mismo algoritmo había sido presentado en gran variedad, pero en diferentes cálculos numéricos de las mismas matrices.

## Reconocimiento
Por su impacto e influencia sobre la informática en general y en particular por sus contribuciones a los métodos y técnicas para obtener soluciones numéricas con problemas muy extensos fue condecorado en 1969 por la Computer Society de los Estados Unidos. Sus últimos años los dedicó a dar conferencias y clases en diferentes universidades de América y Europa.
- Datos: Q432800
- Multimedia: Alston Scott Householder / Q432800